# Lymantria hilaris
Lymantria hilaris este o specie de molii din genul Lymantria, familia Lymantriidae, descrisă de Voll. 1863 Conform Catalogue of Life specia Lymantria hilaris nu are subspecii cunoscute.